# Exile On Main St.
Exile On Main St. е двоен албум, дело на английската рок група Ролинг Стоунс. Издаден е на 12 май 1972 г. от Ролинг Стоунс Рекърдс. Стилово е смес от рокендрол, блус, соул, кънтри и госпъл.
Отначало получава противоречиви реакции от музикалната критика, но днес е смятан за един от най-добрите албуми на Ролинг Стоунс. През 1987 г., в чест на 20-годишнината на сп. „Ролинг Стоун“, списанието поставя албума под номер 3 в класацията си „100-те най-добри албуми от последните 20 години“. През 2003 г. албумът е посочен на 7-о място в класацията на същото списание „500-те най-добри албуми на всички времена“ – най-високото постижение на групата в списъка.
На 17 май 2010 г. в Европа е пусната ремастерирана версия на албума. Същото се случва в Щатите на 18 май 2010 г. Обновената версия съдържа бонус диск с 10 нови песни.